# Голохвастов, Василий Богданович
Василий Богданович Голохвастов (Яковлевич) — ближний комнатный стольник, посол, воевода, сокольничий и думный дворянин во времена правления Алексея Михайловича.
Сын стряпчего с платьем Богдана-Якова Алексеевича Голохвастова, из дворянского рода Голохвастовы.

## Биография
Осиротев, был воспитан вместе с царём Алексеем Михайловичем. Пожалован стольником (1658—1668). Ближний комнатный стольник (1648—1675). Царицын дружка на 1-й свадьбе царя Алексея Михайловича (16.01.1648). Есаул в государевом полку в Литовском походе (1654—1655). Служил у государева стола и ездил за ним (1660—1674). Второй судья Владимирского судного приказа (1659—1660). Участвовал при межевании с Швецией во Пскове (1662). Второй посол в Англию (с 28 августа 1661). Пожалован вотчиной в Нижегородском уезде (1665). Воевода в Нижнем-Новгороде (1670—1672). Начальник царской соколиной охотой (1674). Думный дворянин (1675).

## Семья
Жена: Анна Минична, 2-я сваха с царицыной стороны на 1-й свадьбе царя Алексея Михайловича (1648), дневала и ночевала у гроба царевны Анны Алексеевны (18.05.1659).
- дочь Евдокия Васильевна — жена (с 1679) боярина и князя Михаила Григорьевича Ромодановского.